# شیرین چمن (سرده)
شیرین چمن، شکرین (نام علمی: Glyceria) نام یک سرده از تیره گندمیان است.